# Morchella esculenta
Morchella esculenta (Carl von Linné, 1753 ex Christian Hendrik Persoon, 1801), sinonim cu Morchella vulgaris (Christian Hendrik Persoon, 1801 ex Samuel Frederick Gray, 1821), este o specie de ciuperci comestibile, saprofită, foarte delicată, din încrengătura Ascomycota, familia Morchellaceae, genul Morchella. Ea este denumită în popor zbârciog galben, burete galben, ciuculete, zbârciog bun sau pupi. Acest burete trăiește în mod predominant pe sol calcaros și argilos, dezvoltându-se solitar sau în grupuri mici, și poate fi găsit în România, Basarabia și Bucovina de Nord. Este una dintre primele specii de ciuperci care apar încă de la sfârșitul lui martie, ieșind chiar din zăpadă, până la începutul lui iunie, și crește în special în păduri de foioase, mai ales sub frasini, ulmi, plopi și salcâmi, adeseori prin tufișuri sau lunci ierboase, pe marginea drumurilor, dar și sub vreascuri, pe defrișări sau arsuri vechi.

## Taxonomie

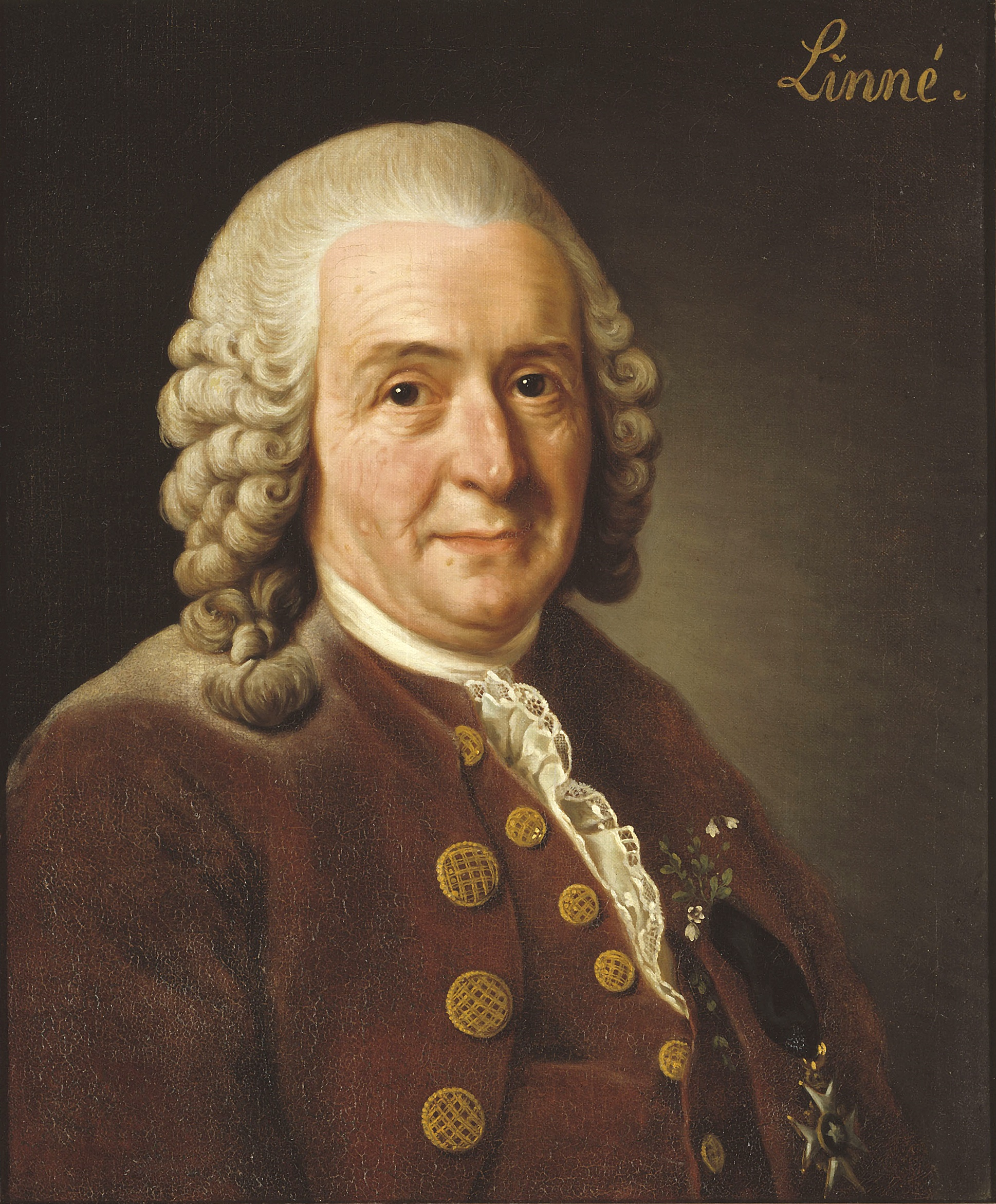
Carl von Linné

În anul 1753, marele savant suedez Carl von Linné  a descris specia pentru prima dată în opera sa Species Plantarum sub denumirea Phallus esculentus. Compatriotul său Christian Hendrik Persoon a redenumit specia sub numele actual Morchella esculenta în volumul 2 al operei sale din 1801 Synopsis Methodica Fungorum și naturalistul francez Jean Florimond Boudon de Saint-Amans (1748-1831) a sancționat taxonul  în cartea sa Flore Agenaise ou description méthodique des plantes (1821).
În secolul al XIX-lea au fost creați mulți alți taxoni care însa pot fi neglijați. O excepție este denumirea Morchella vulgaris, făcută de micologul englez Samuel Frederick Gray (1757-1822) în volumul 1 al lucrării sale A natural arrangement of British plants, care a fost folosită de nu puțini micologi de a lungul secolului al XX-lea și care, între timp, este determinată drept specie independentă (2024). Denumirea Helvella esculenta a lui Sowerby (1797) a fost ștearsă de Persoon și aplicată pentru zbârciogul gras. 
Câteodată se poate citi, că Elias Magnus Fries ar fi redenumit specia, ce este incorect. Fries a descris mai multe ciuperci ale genului, ca de exemplu Morchella elata sau Morchella rotunda. În acest caz însă a atașat numai denumirea incorectă a lui Sowerby taxonului recunoscut.

## Descriere

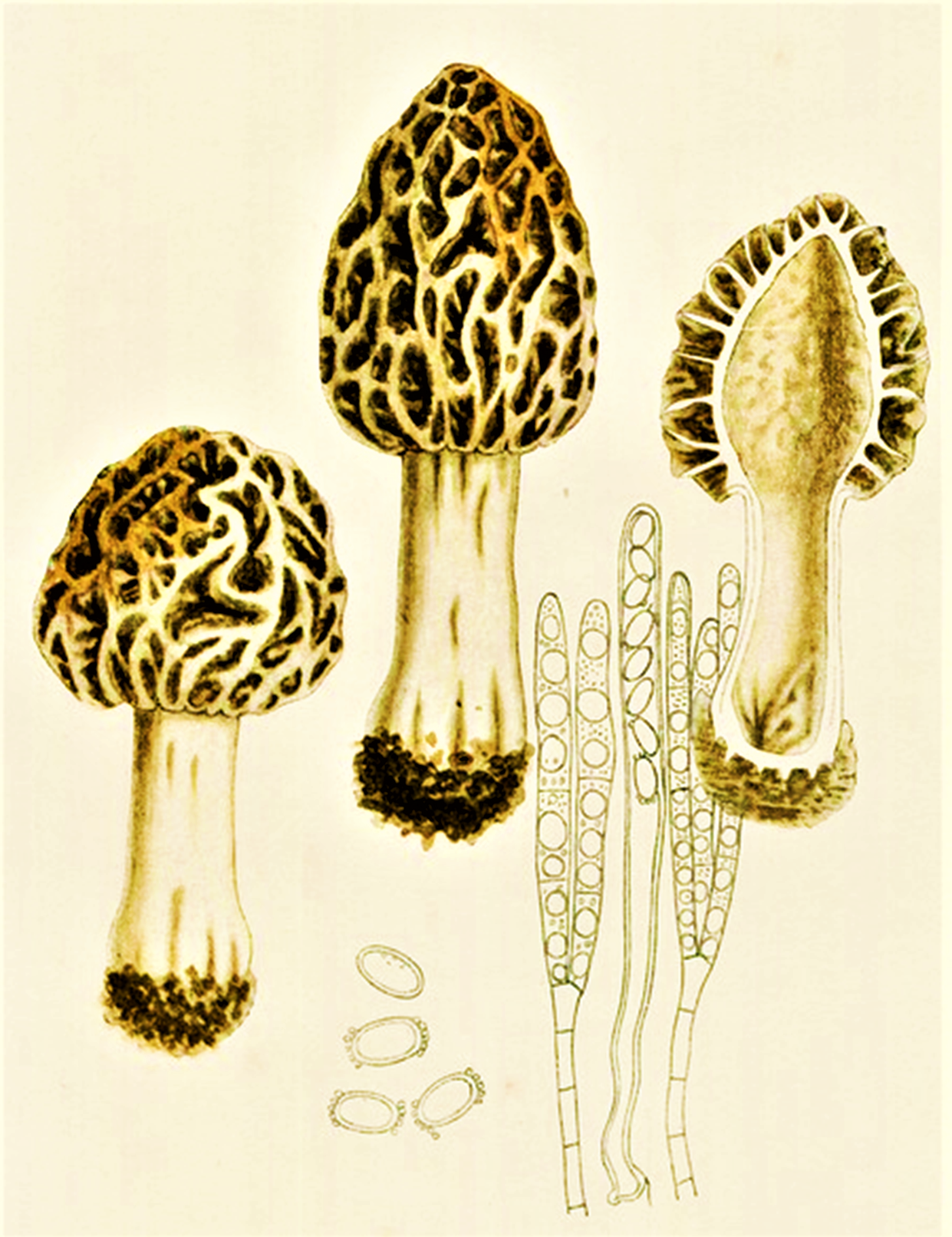
Bres.: Morchella vulgaris

- Corpul fructifer: are 3-10 cm în diametru și 6-12 cm în înălțime, este de formă alungit-ovoidală până conică, cu suprafața zbârcită și perforată cu alveole, separate prin creste, care sunt inițial înguste, alungite și mai târziu neregulat unghiulare, poligonale, fiind gol în interior (cu o singură cavitate). Marginea este aderentă la picior. Coloritul este în tinerețe mai mult sau mai puțin gri cenușiu până la gri închis, schimbând la maturitate de la gri-galben la galben-ocru respectiv galben de  ceară, devenind la bătrânețe brun-gălbui, câteodată chiar maroniu.
- Piciorul: are o lungime de  6-12 cm și o grosime de 2,5-5 cm, este format ceva neregulat cilindric precum ușor lățit la bază, solid, de asemenea cu o singură cavitate, cu suprafața brăzdată de nervuri longitudinale, granuloasă sau acoperită câteodată cu negi mici. Culoarea lui este albicioasă în tinerețe, apoi capătă nuanțe gălbui-ocracee din ce în ce mai evidente.
- Carnea: este albicioasă, ceroasă, și foarte fragilă, cu gust plăcut precum un miros slab de ciuperci, chiar ceva spermatic.[7][8][9]
- Caracteristici microscopice: sporii sunt elipsoidali, netezi, cu pereți subțiri, hialini (translucizi), aproape incolori, maximal galben deschis și măsoară 17,5-21,9 x 8,8-12 microni. Se formează câte opt spori în asce cilindrice și translucide cu o dimensiune de 223-300 x 19-20 microni care căptușesc gropile, coastele fiind sterile. Parafizele sunt filamentoase, cilindrice, hialine, groase de 5,8-8,8 µm. Hifele piciorului sunt împletite, hialine și au o grosime de 5,8-9,4 µm. Cele superficiale sunt umflate, sferice până la forma de pară, cu o groase de 22-44 µm și acoperite de o rețea de hife întrețesute cu grosimea de 11-16,8 µm, cu capete cilindrice și ceva curbate.[17][18]
- Reacții chimice: nu-și schimbă culoarea după adăugarea de reactivi chimici.[19]

Calități asemănătoare are și Morchella rotunda, conform taxonomiei franceze o specie de sine stătătoare, apărând astfel și în articole din România, fiind pentru alți micologi numai o variație ( Morchella esculenta var. rotunda), având ca diferențiere între altele un corp fructifer rotund. A fost de asemenea descrisă chiar ca Morchella rotunda var. esculenta (L. ex Jacquet. & Bon).

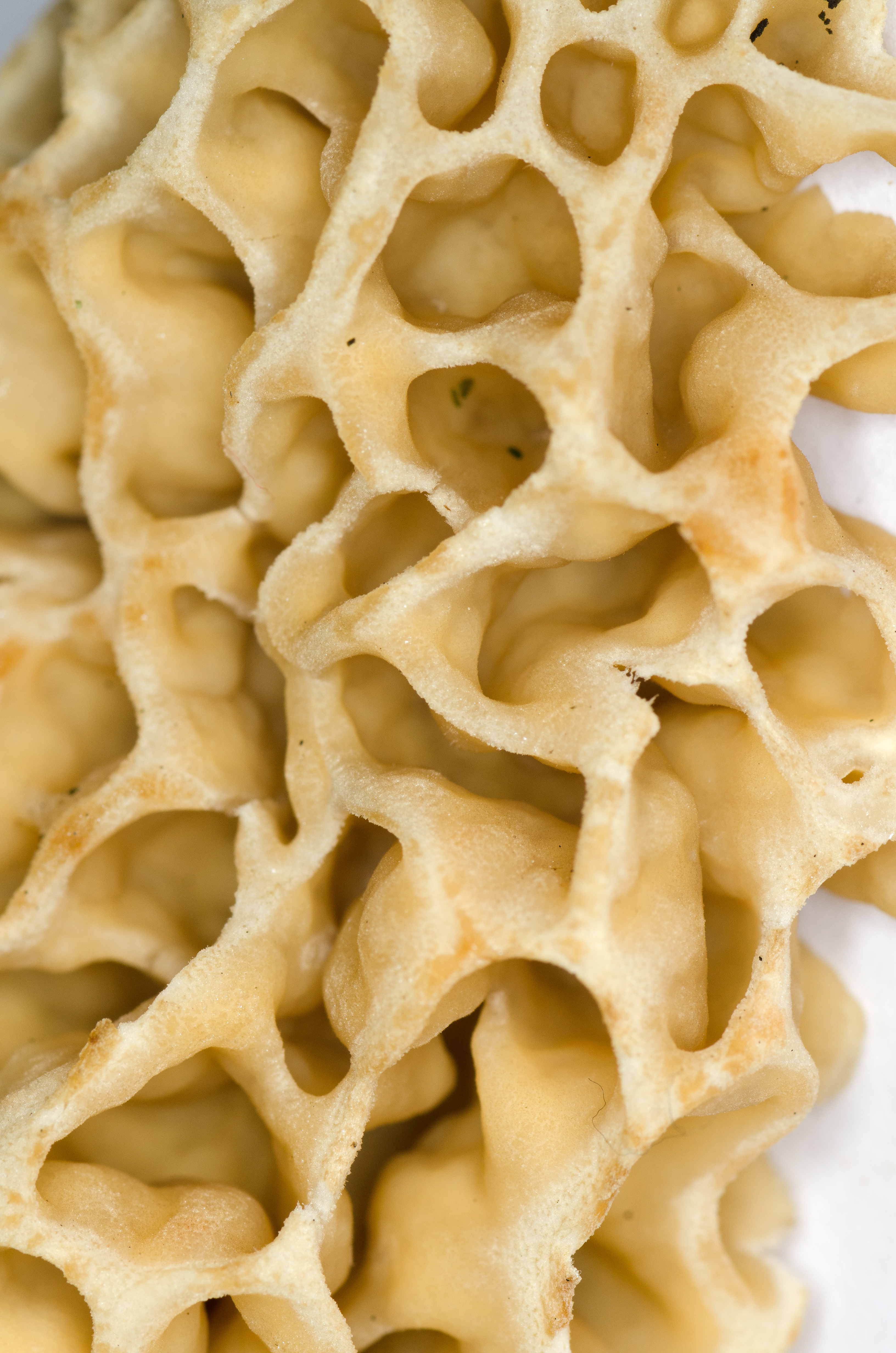
M. esculenta, alveole
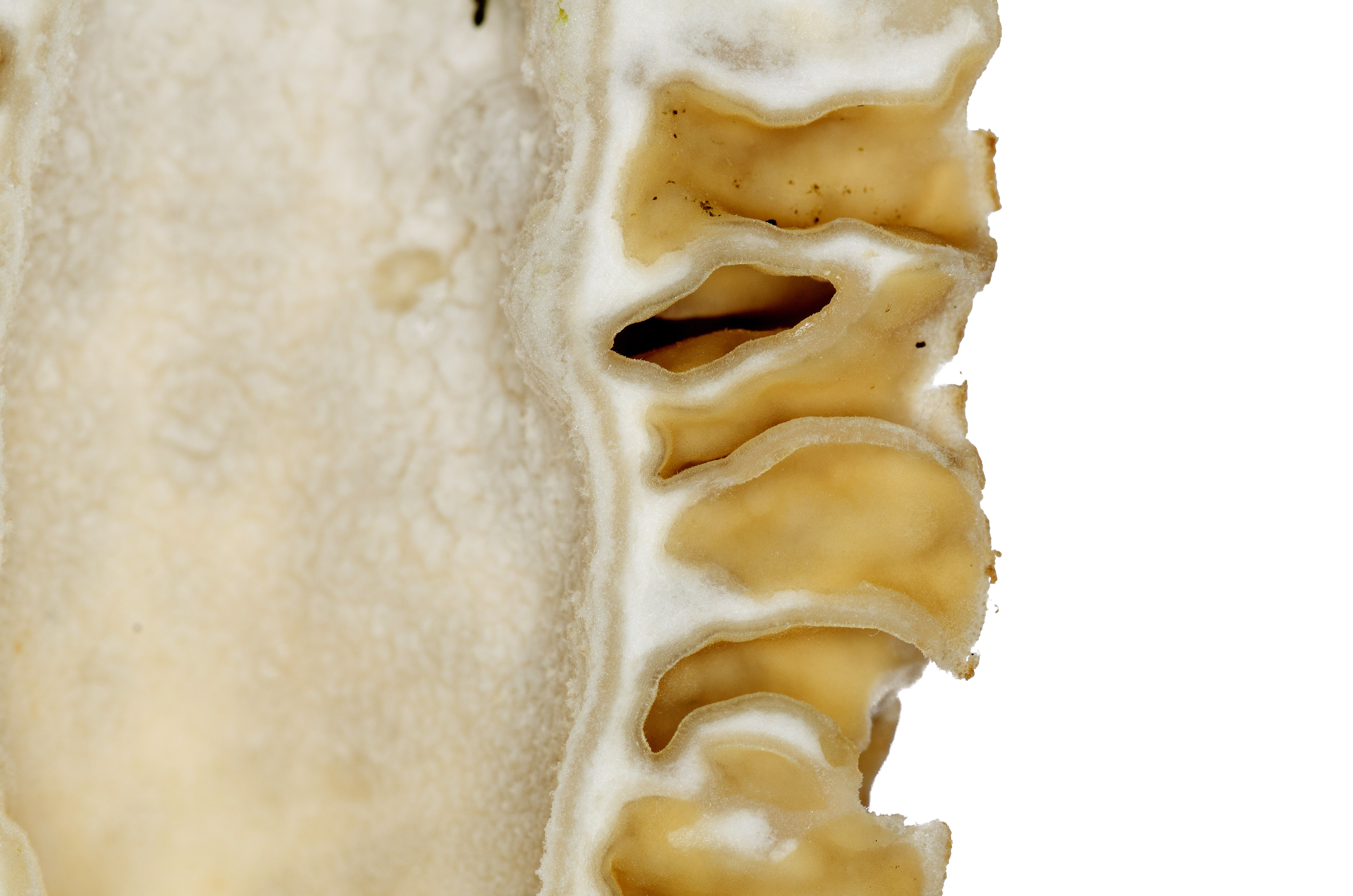
M. esculenta, secțiune longitudinală
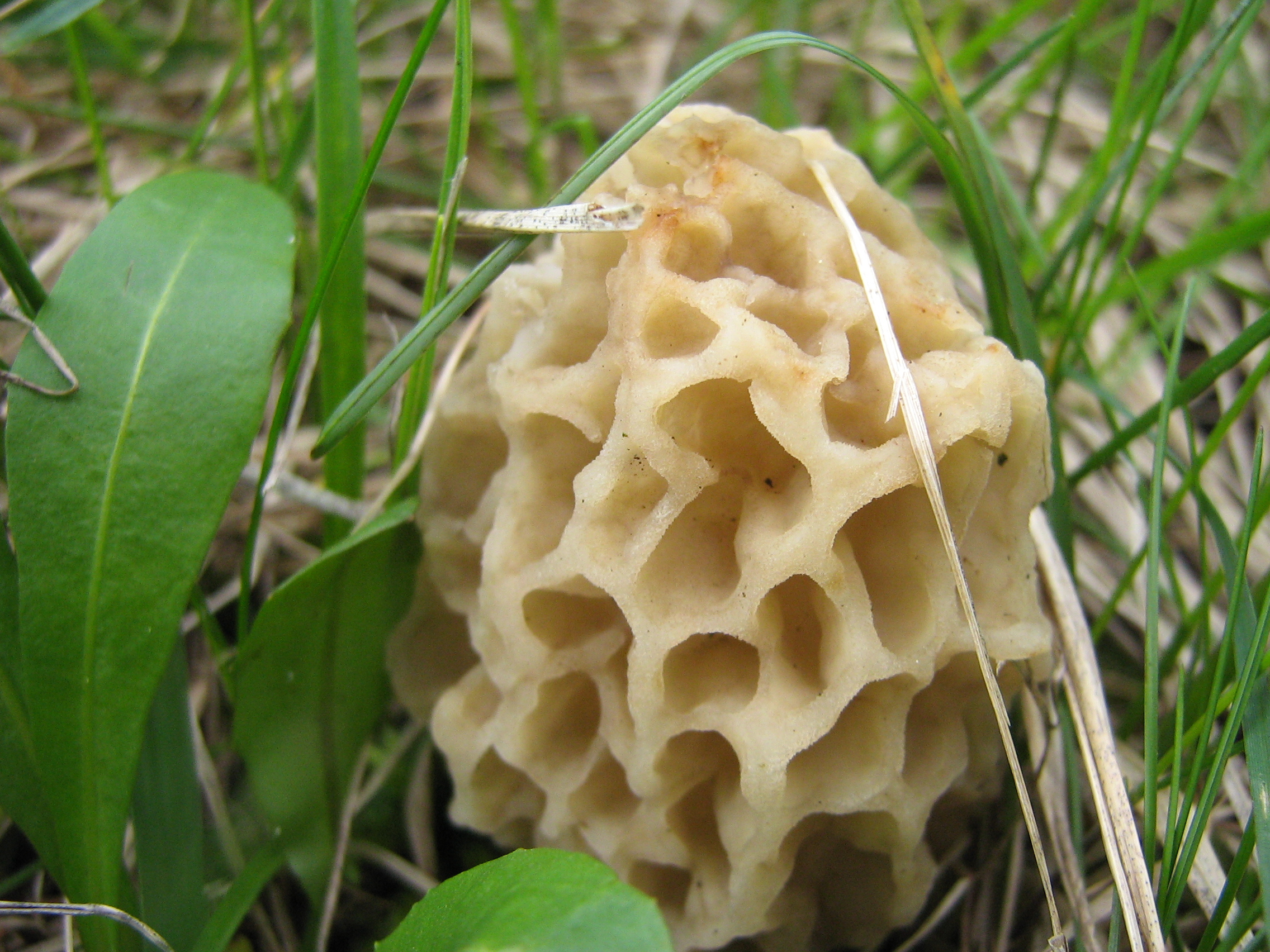
M. esculenta matură
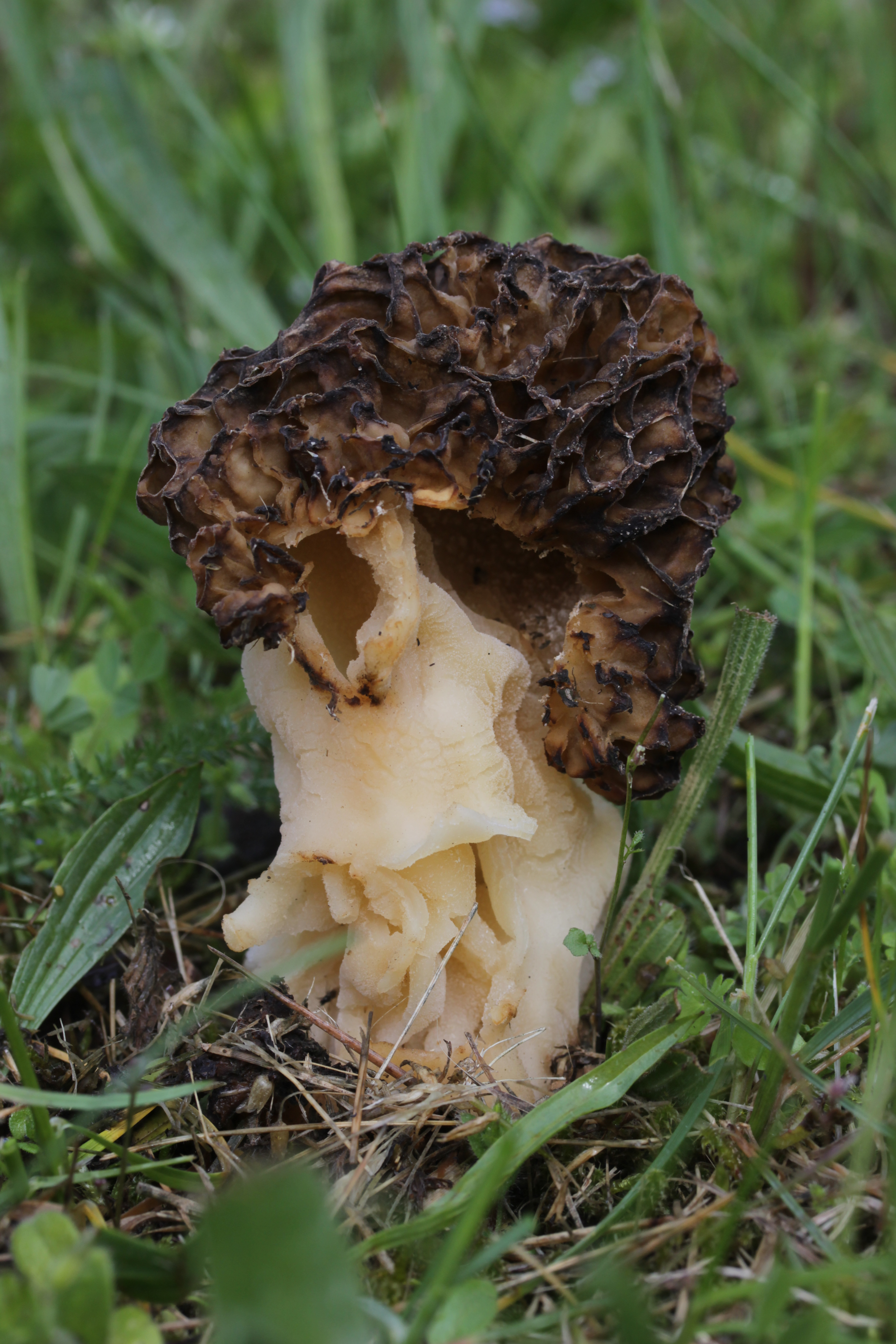
M. esculenta bătrână
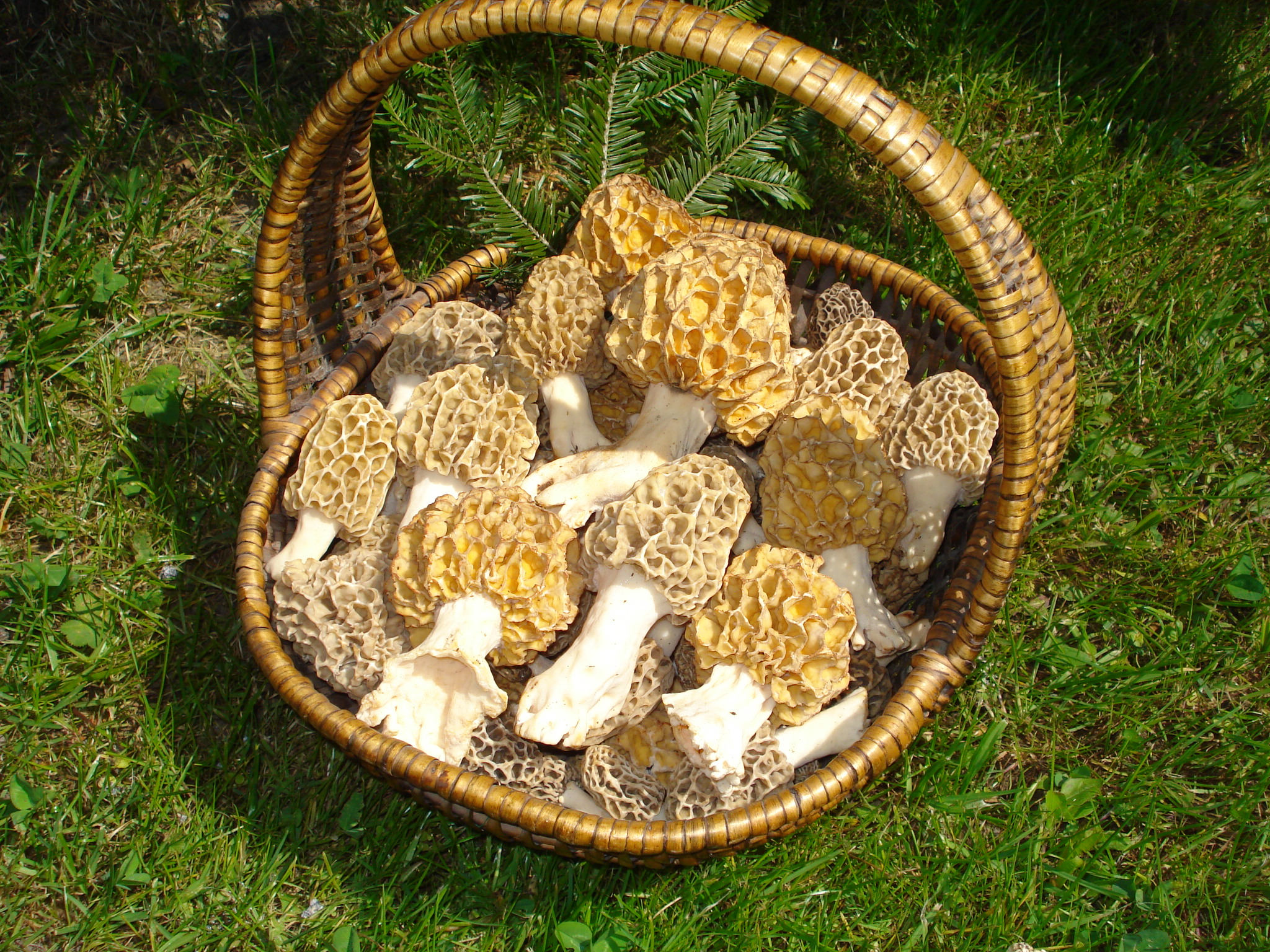
M. esculenta, colectă

## Confuzii
Morchella esculenta poate fi confundată ușor cu alte specii de genul Morchella, în primul rând cu suratele ei Morchella rotunda și Morchella vulgaris, sau de exemplu cu Morchella conica, Morchella costata, Morchella crassipes, Morchella deliciosa, Morchella elata, Morchella elatoides Jacquet, Morchella eximia,  Morchella pragensis, Morchella punctipes, Morchella spongiola, 'Morchella steppicola,Morchella tridentina sin. Morchella frustrata, ' sau Verpa bohemica.
Sub numele românesc de „zbârciog” se tratează aproape mereu patru mari genuri de ciuperci: Gyromitra, Helvella, Morchella și Verpa. Între primele două se găsesc specii otrăvitoare pe când cele două din urmă sunt comestibile. Cu toate că cele patru genuri sunt goale pe interior, ele pot fi deosebite destul de ușor: Morchella și Verpa sunt unicamerale, pe când Gyromitra și Helvella sunt multicamerale, prezentând o încrengătură de goluri în interiorul lor.
Pentru un începător, confundarea cu buretele posibil mortal Gyromitra esculenta (zbârciogul gras), cu totul că speciile se deosebesc destul de clar, ar putea să se dezvolte fatal.

## Specii asemănătoare

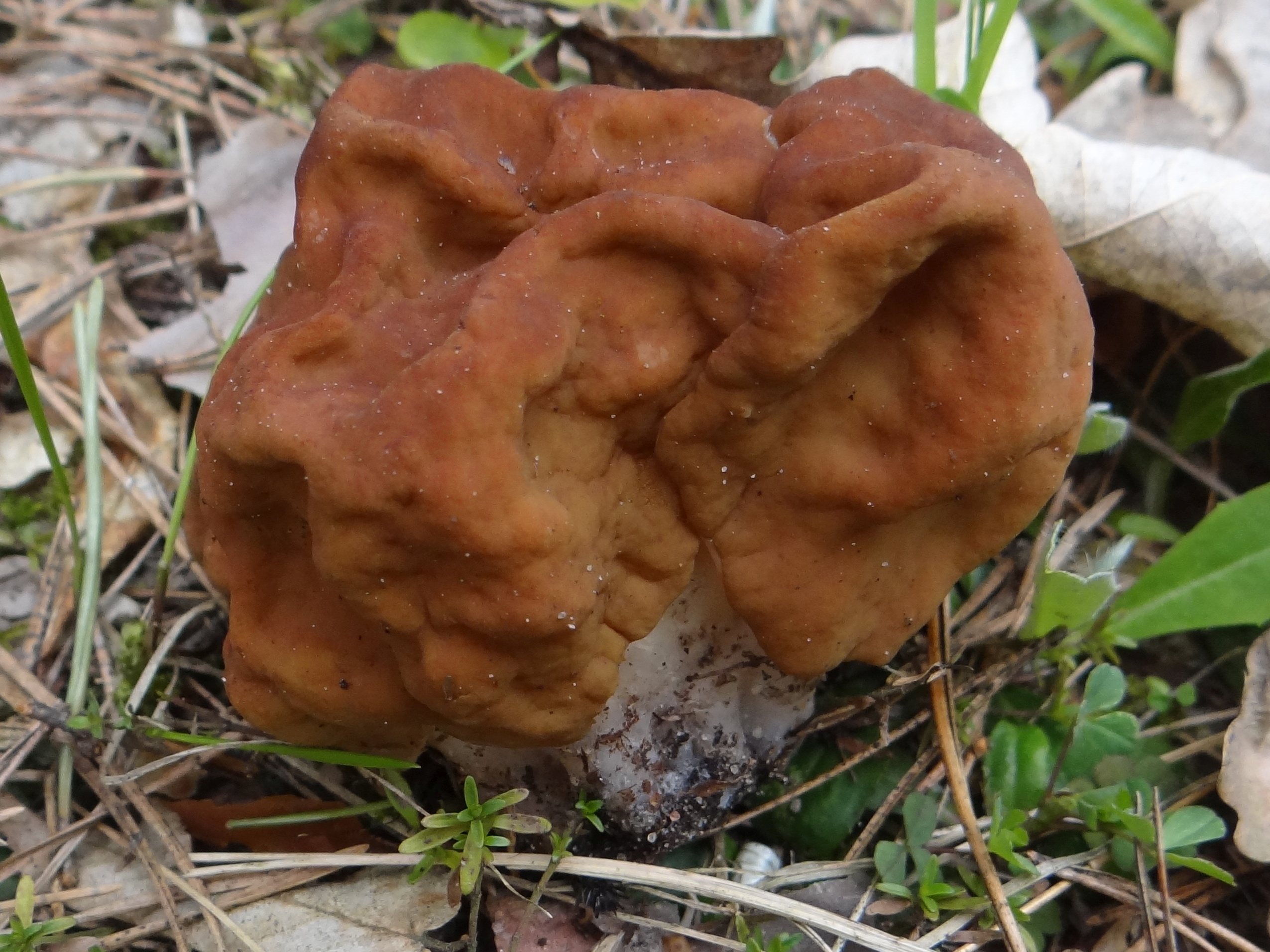
!!!Gyromitra esculenta!!!
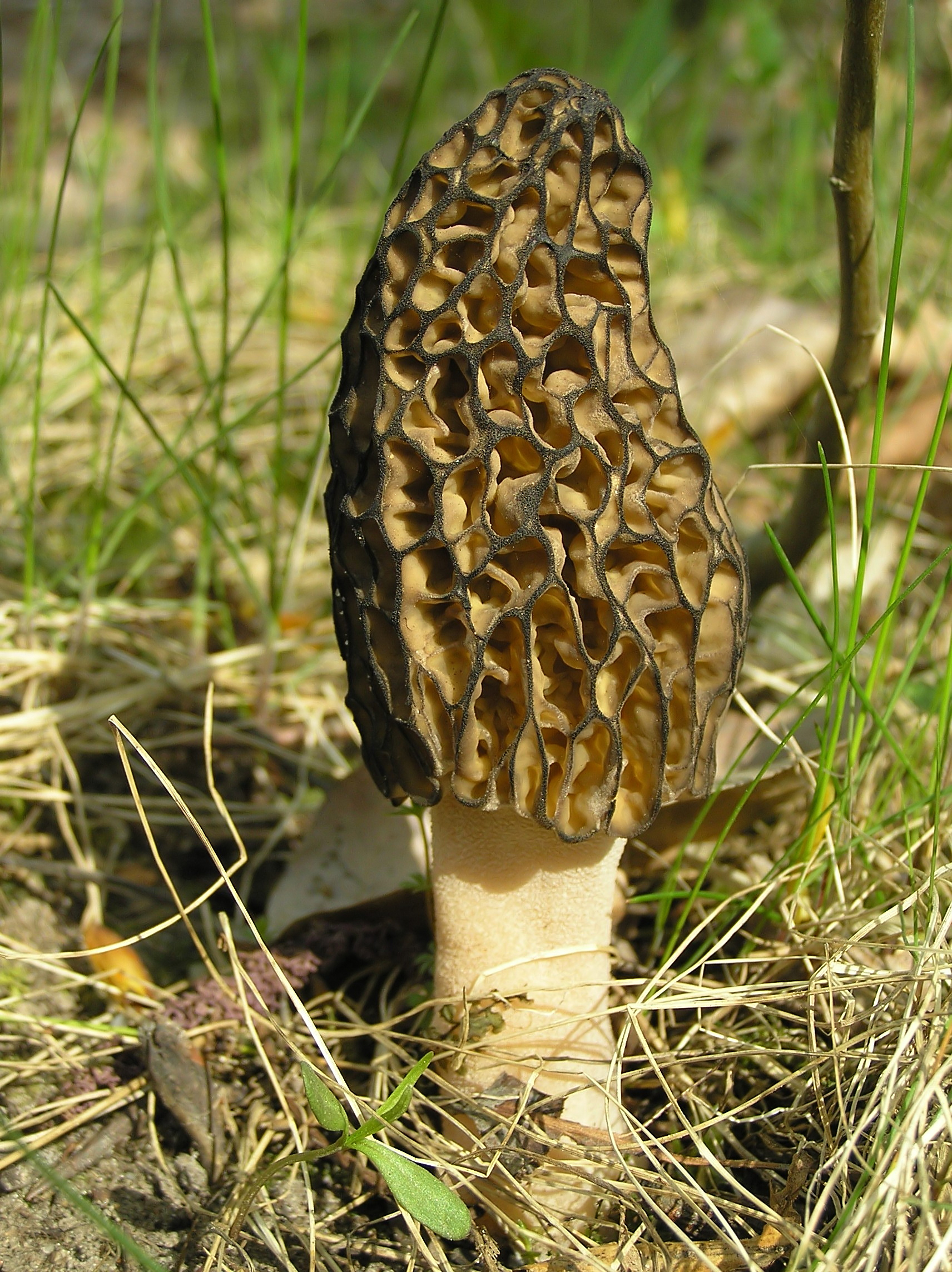
Morchella conica
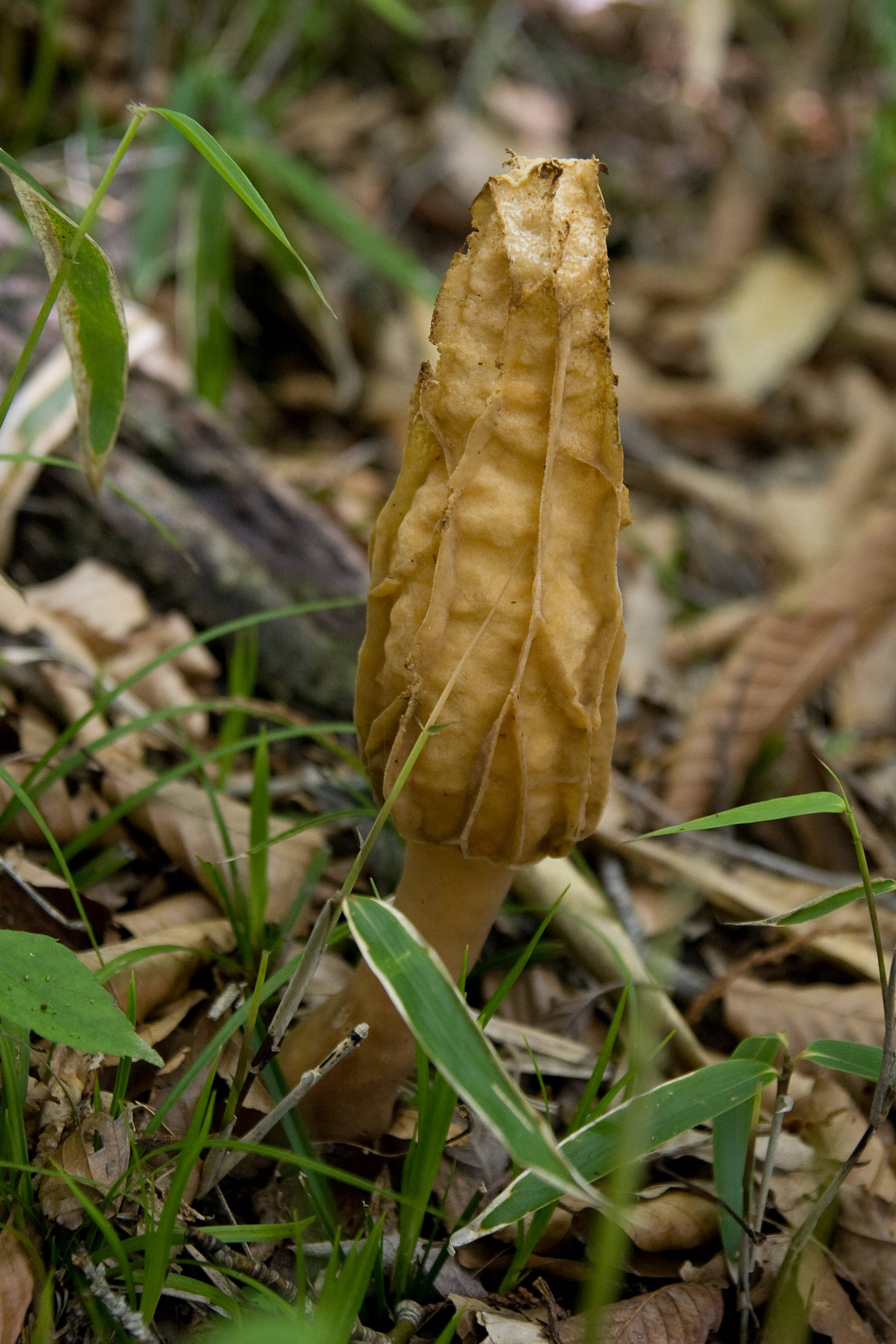
Morchella costata
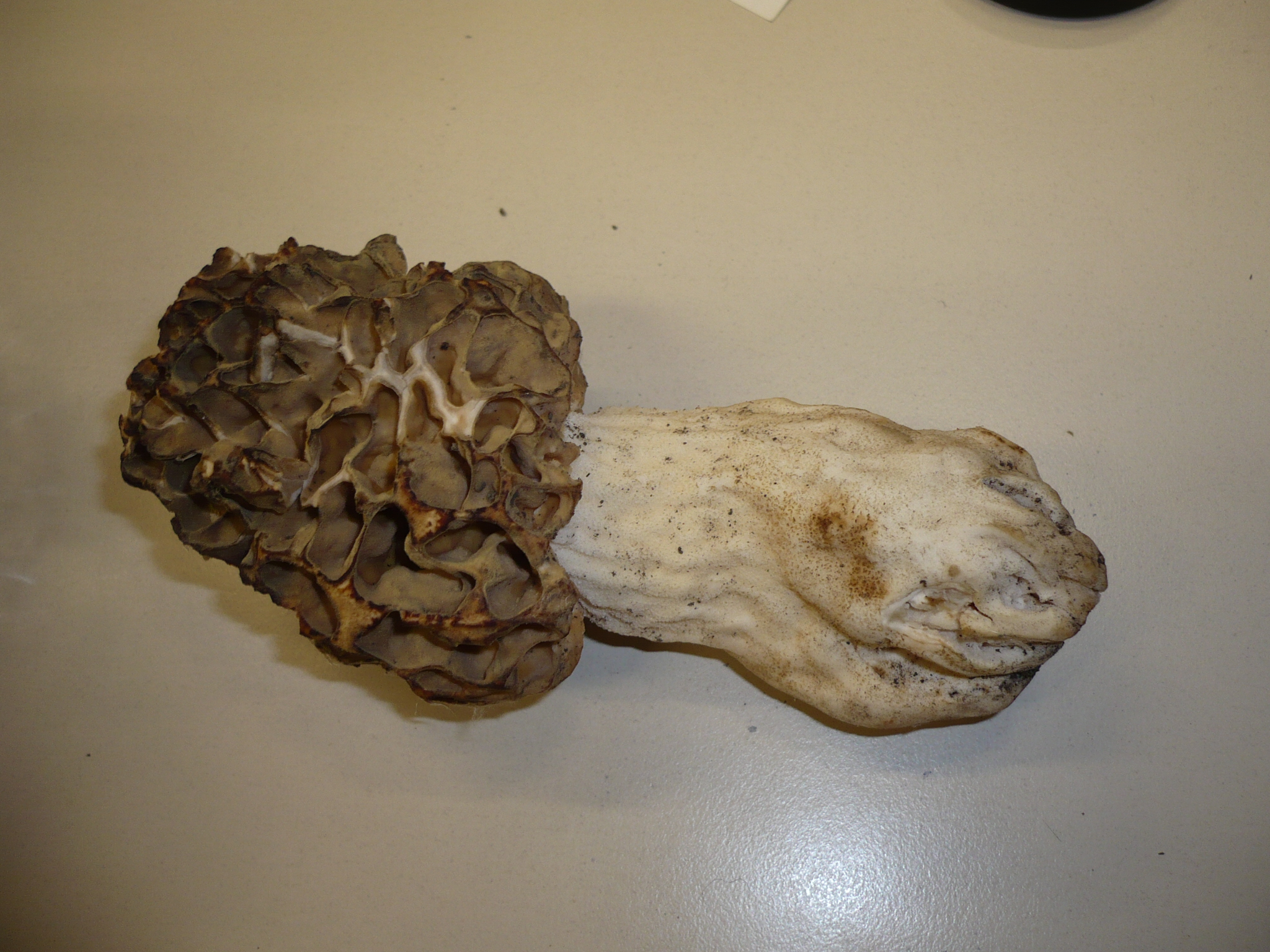
Morchella crassipes
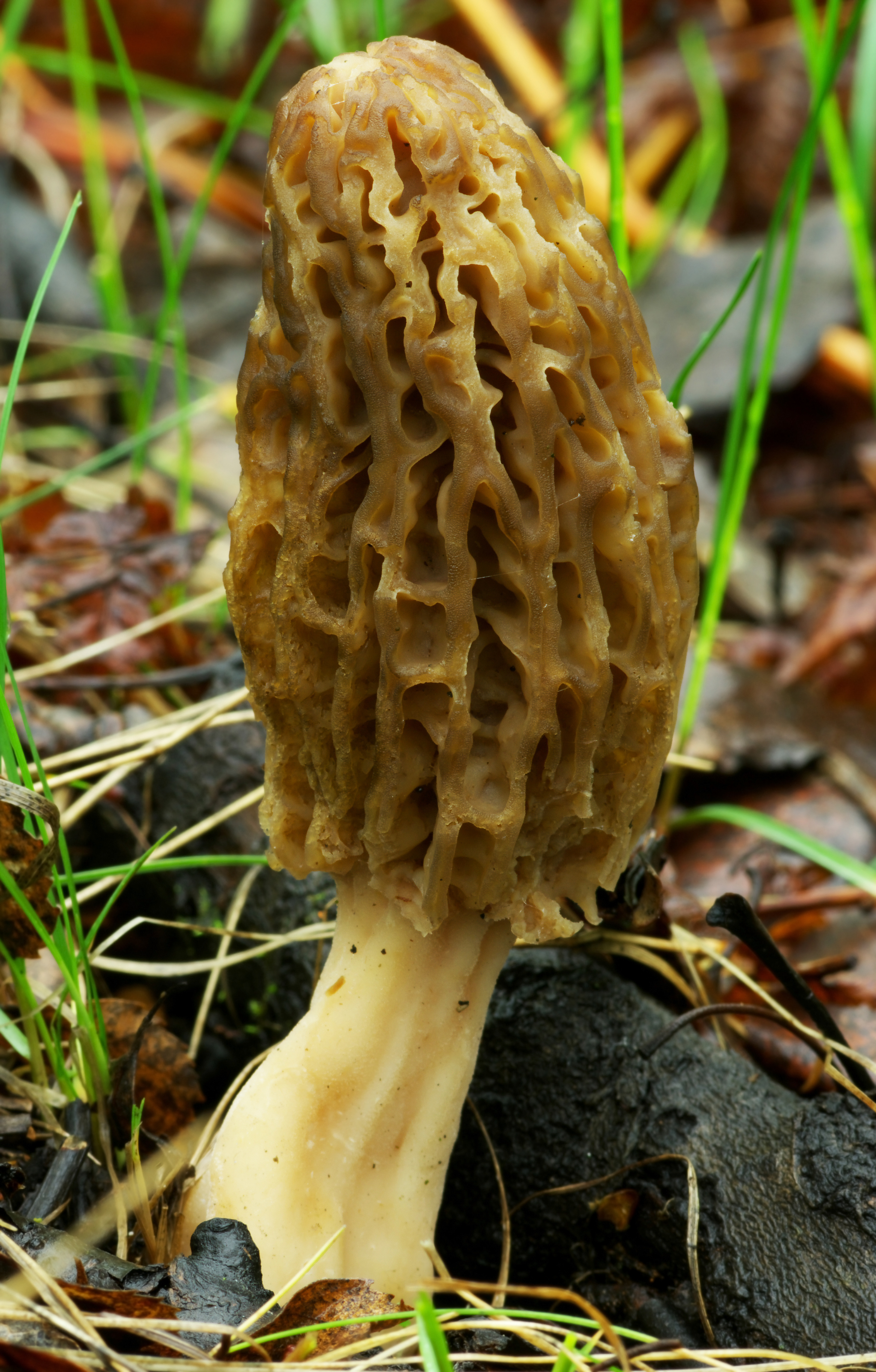
Morchella deliciosa

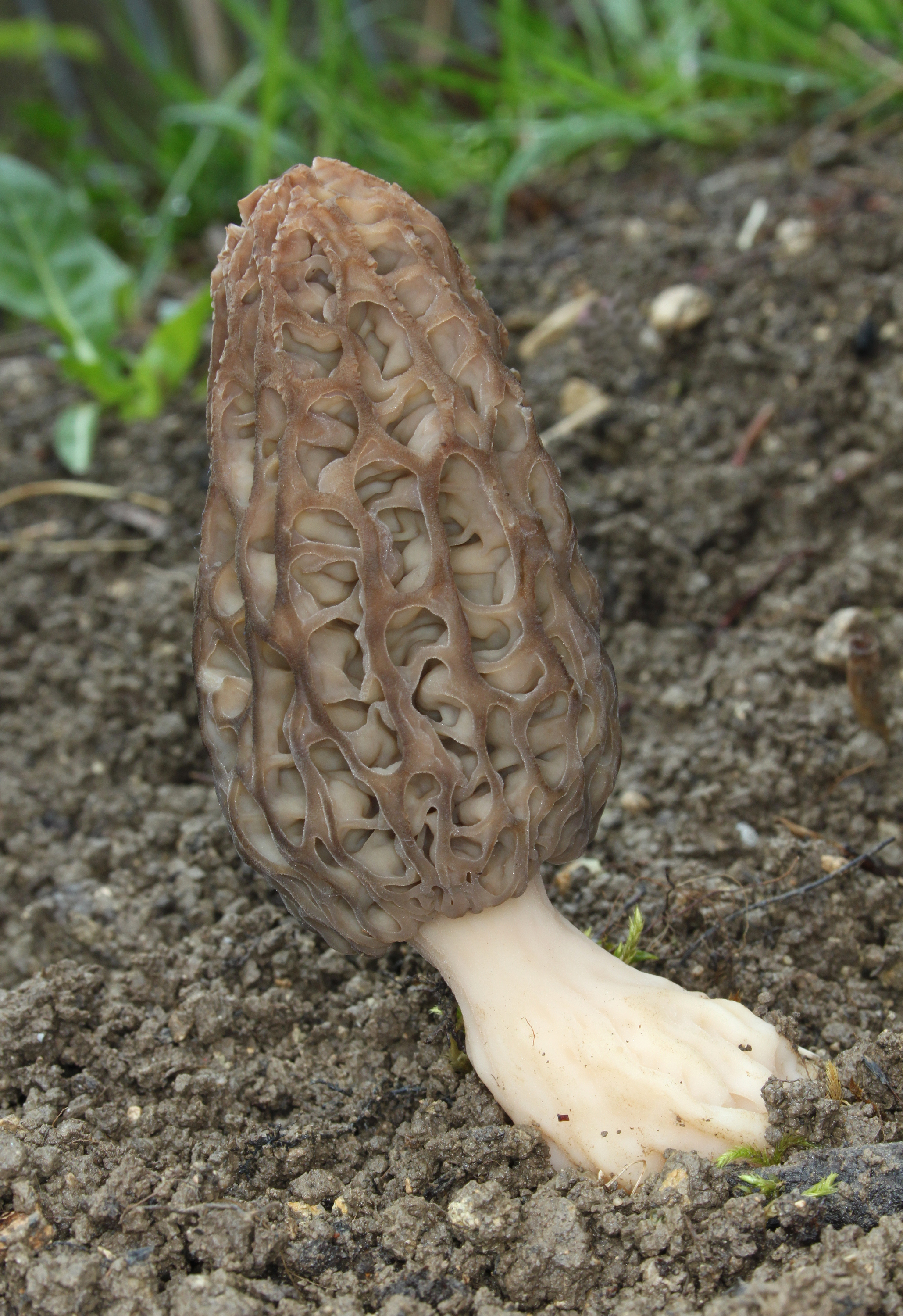
Morchella elata
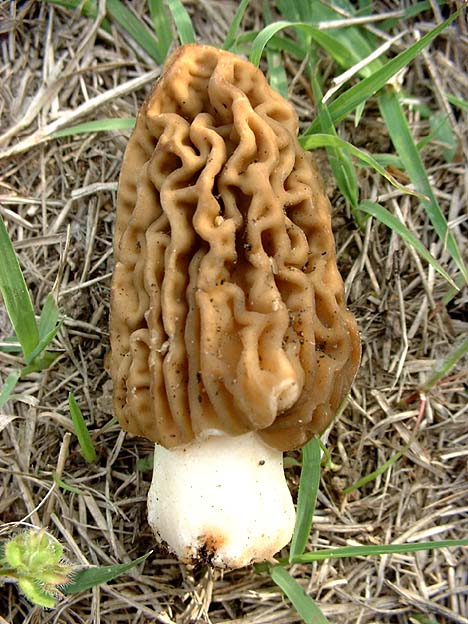
Morchella elatoides
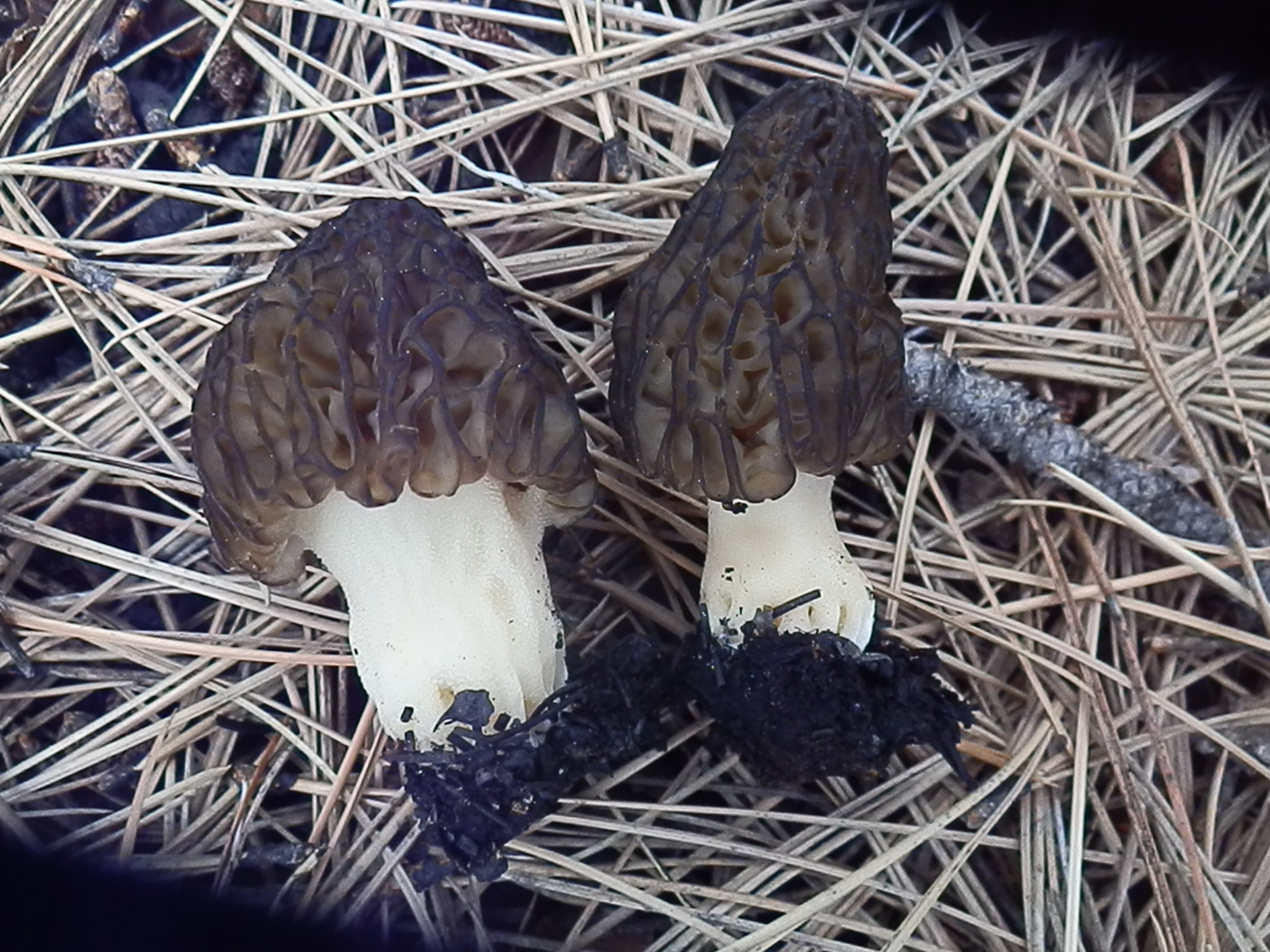
Morchella eximia
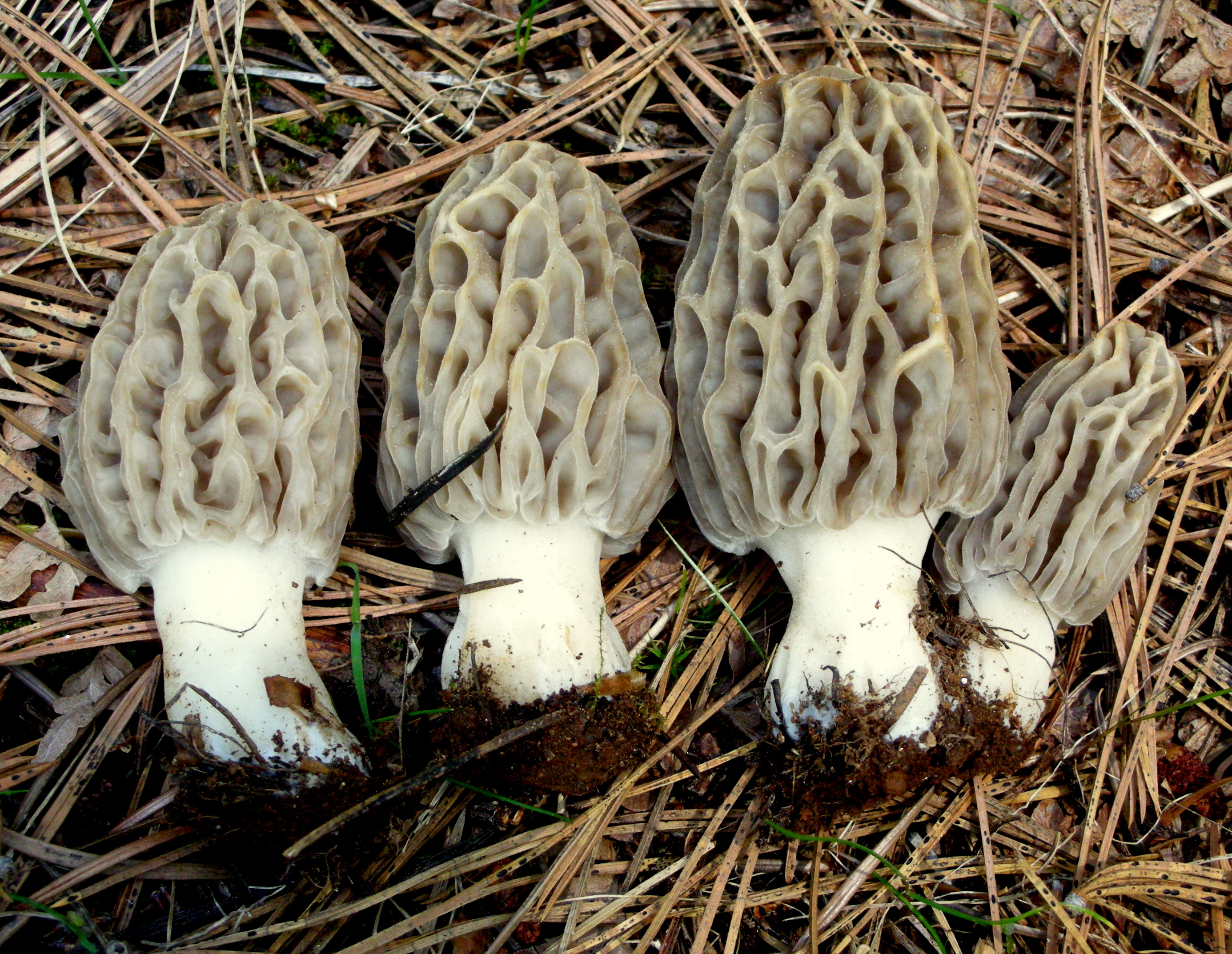
Morchella pragensis

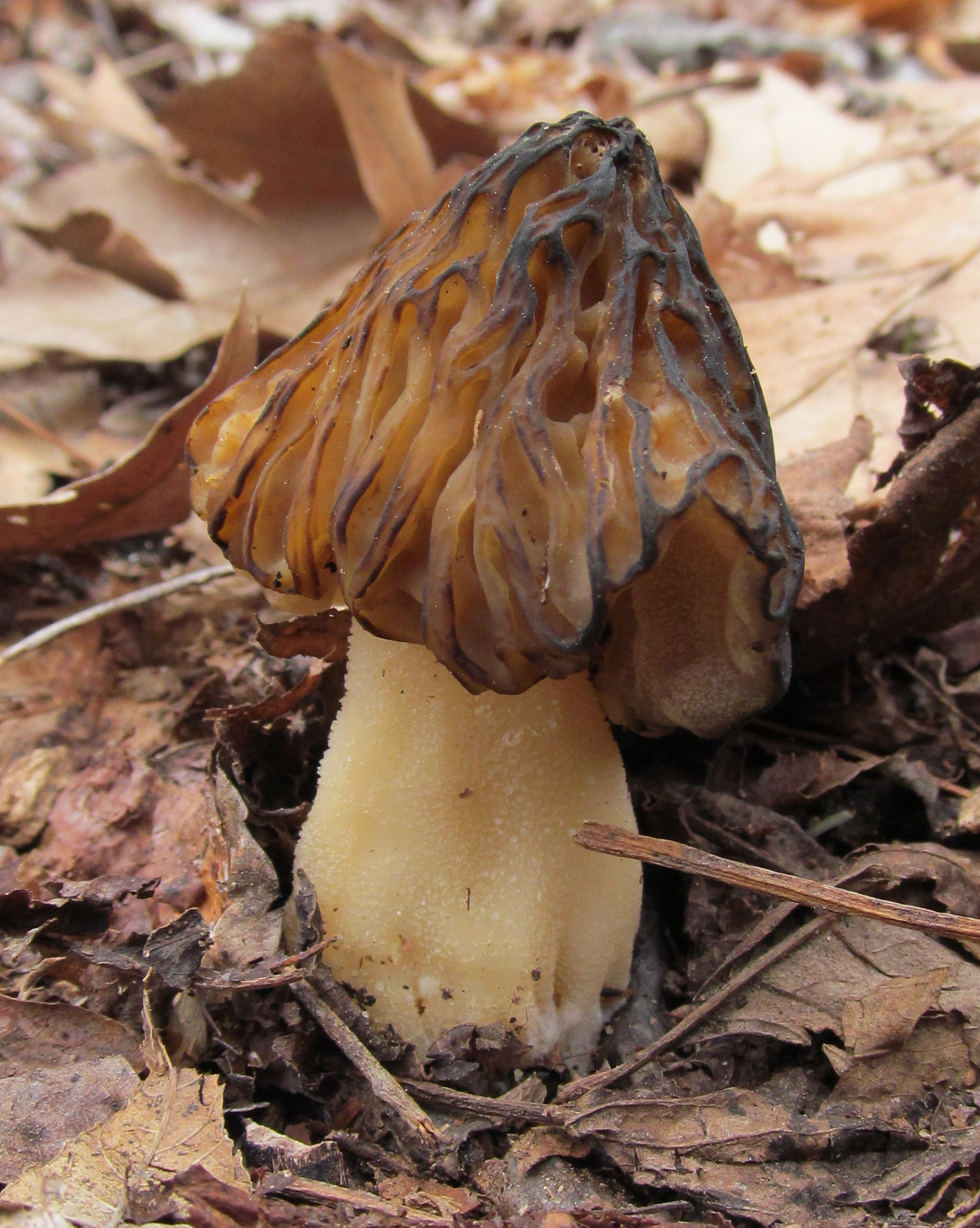
Morchella punctipes
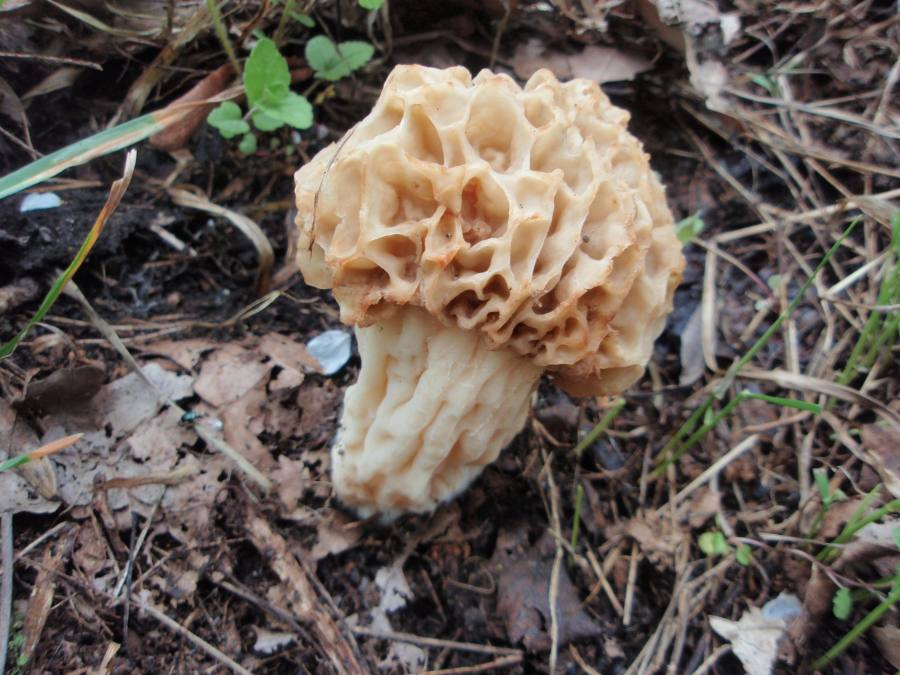
Smrž obecný nv]]:Smrž obecný nv.jpg|Morchella rotunda
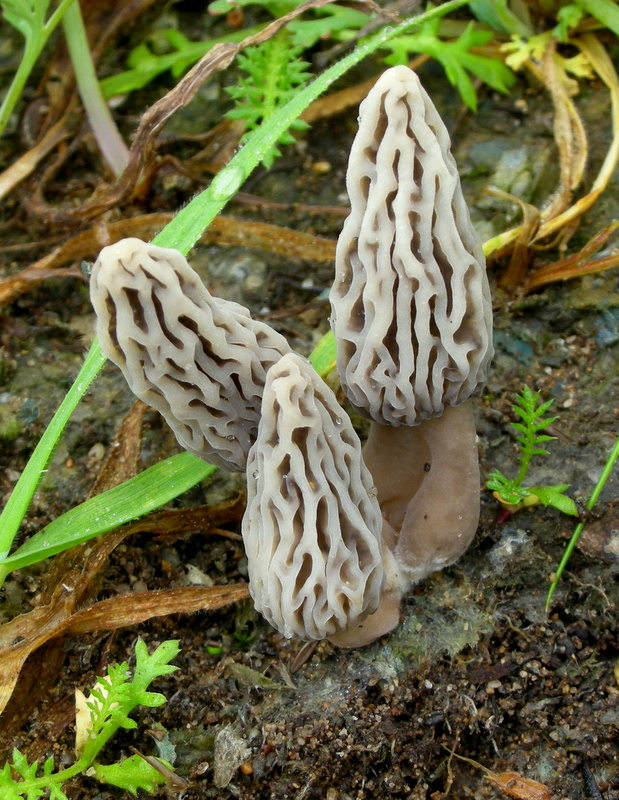
Morchella Tridentina
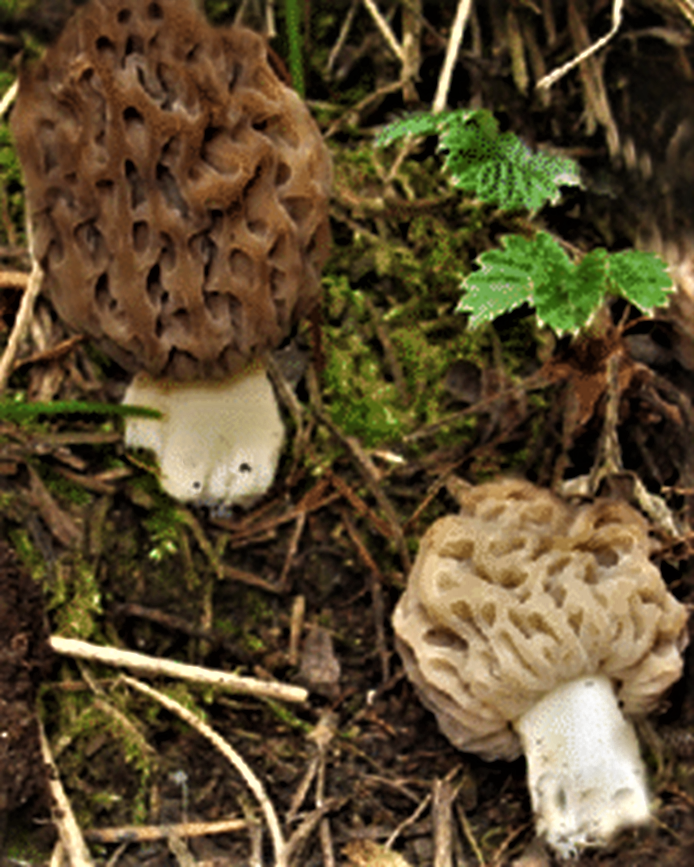
Morchella spongiola

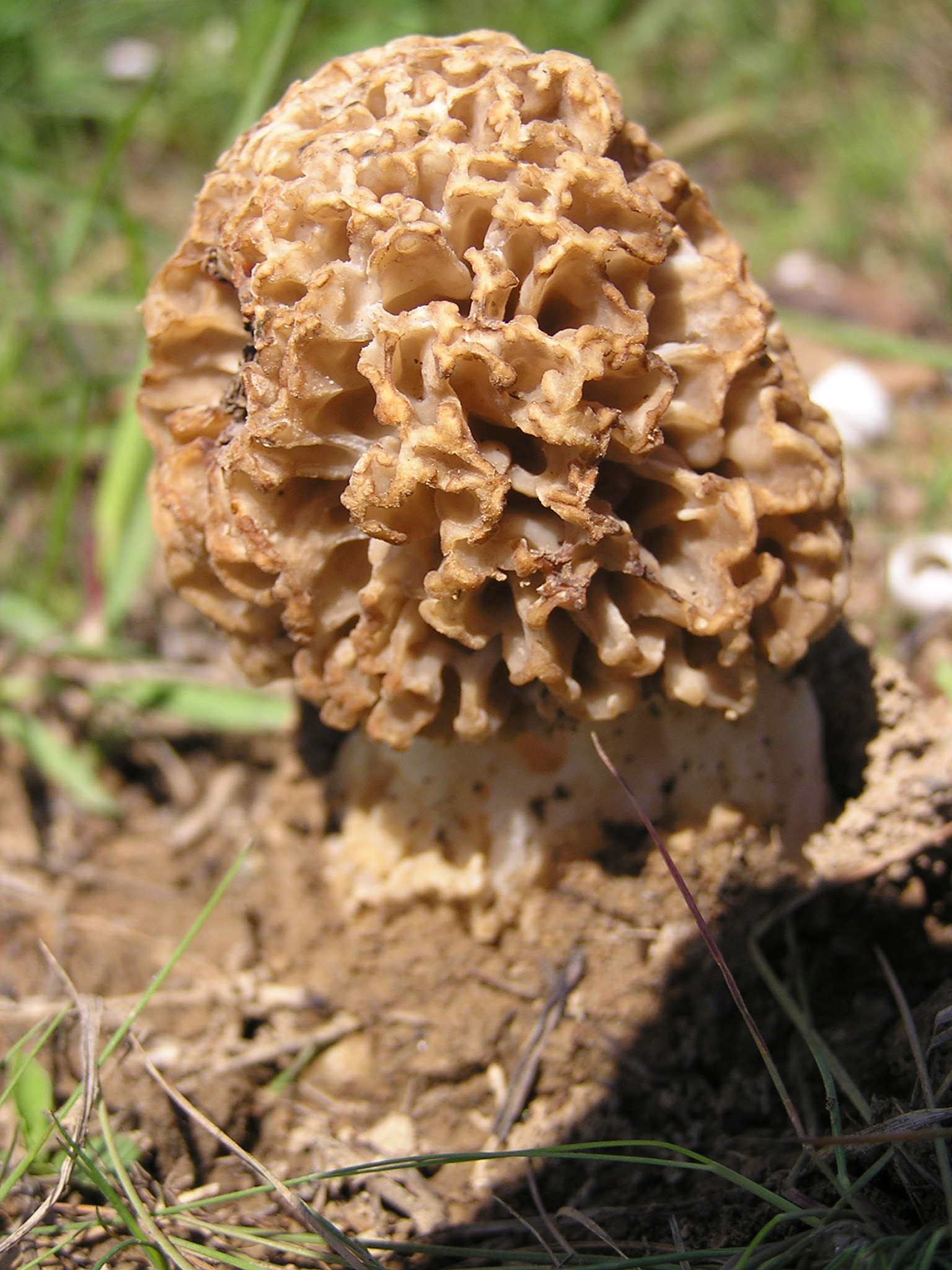
Morchella steppicola
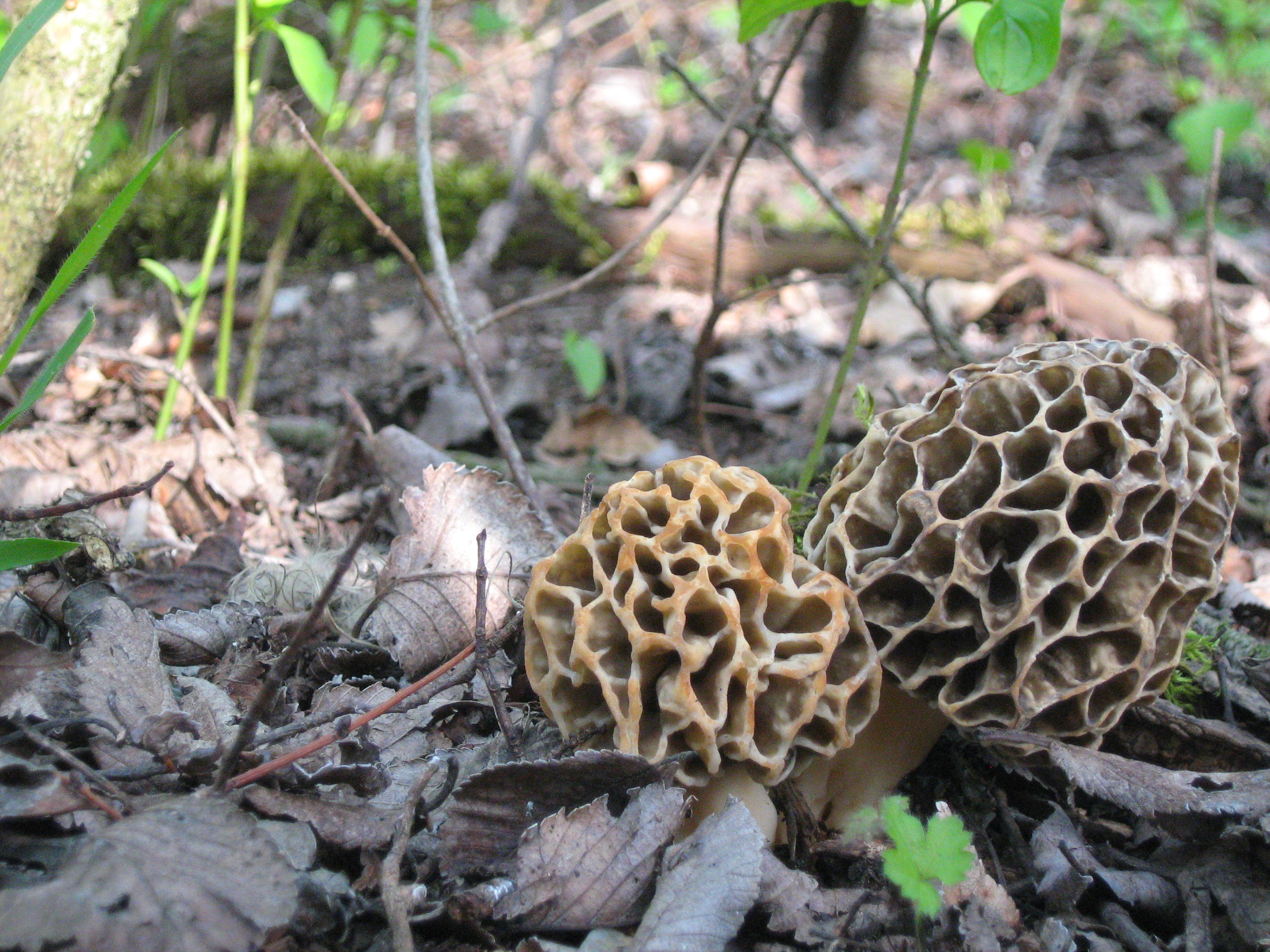
Morchella vulgaris
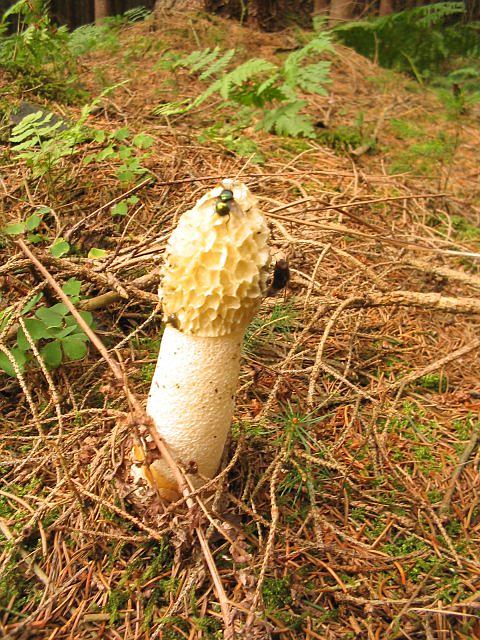
Phallus impudicus
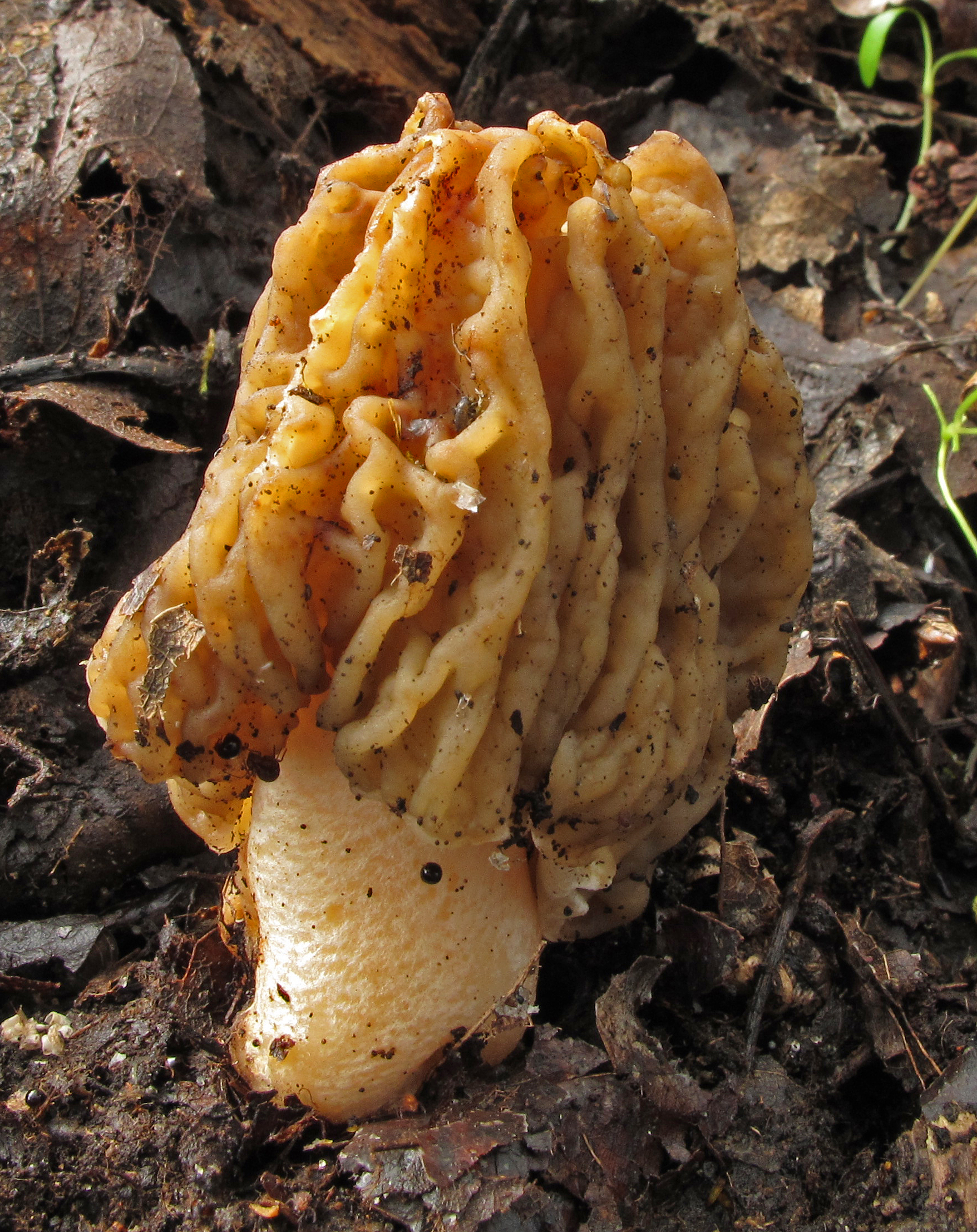
Verpa bohemica

## Valorificare

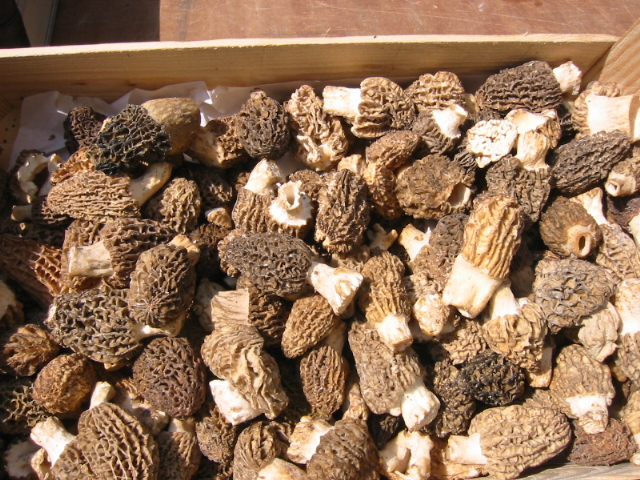
Zbârciogi uscați

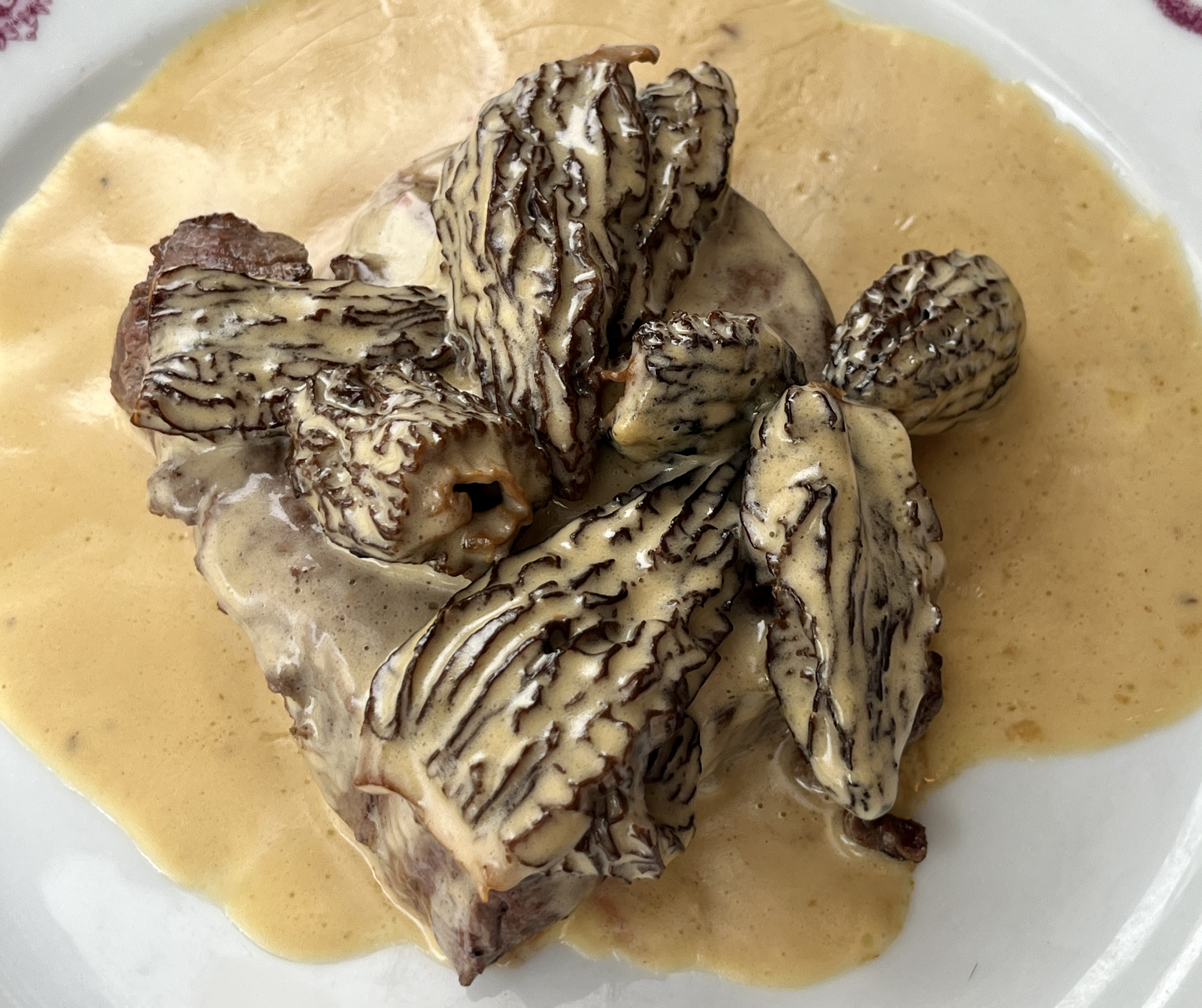
Antrecot cu zbârciogi à la crème

Trebuie menționat că zbârciogul galben nu poate fi mâncat crud pentru că conține hidrazină, dar care se dizolvă în timpul fierberii. De asemenea, consumat în porții mari, poate crea reacții neplăcute la persoane sensibile, pentru că buretele este mai greu de digerat.
Morchella esculenta este de calitate gastronomică foarte bună. Ea poate fi pregătită ca ciulama, alături de legume, dar nu împreună cu alte ciuperci (din cauza gustului și mirosului specific), sau ca sos, servit cu carne albă (pui, curcan, porumbel, vițel). Se potrivește și la o mâncare de creier (porc, vițel), cu raci, scoici, melci sau ca foietaj cu șuncă sau într-o plăcintă (de exemplu „pe modul reginei”, cu carne de vițel sau pui). Exemplare mai mari pot fi prăjite ca șnițel sau umplute cu carne, după ce au fost blanșate în prealabil.
Uscați și preparați după înmuiat, bureții dezvoltă un gust și miros mai intens (apa în care au stat la înmuiat poate fi filtrată printr-o sită și utilizată). Este recomandat a nu se folosi piciorul, pentru că acesta devine gumos după înmuiere.

## Bibiliografie
- Bruno Cetto: „I funghi dal vero”, vol. 1-7, Editura Arte Grafiche Saturnia, Trento 1976-1993 (pentru cercetarea în total)
- Alan E. Bessette, ‎Arleen R. Bessette, ‎David W. Fischer: „Edible Wild Mushrooms of North America”, Editura University of Texas Press, Austin 1997, ISBN: 0-8156-2707-6
- Marcel Bon: „Pareys Buch der Pilze”, Editura Kosmos, Halberstadt 2012, p. 326-327, ISBN 978-3-440-13447-4
- H. Clémençon: „Pilze im Wandel der Jahreszeiten”, vol. 1 și 2, Editura Éditions Piantanida, Lausanne 1981
- Rose Marie Dähncke: „1200 Pilze in Farbfotos”, Editura AT Verlag, Aarau 2004, ISBN 3-8289-1619-8
- Markus Flück: „Welcher Pilz ist das?”, Editura Franckh-Kosmos Verlags-GmbH & Co. KG, Stuttgart 2009, ISBN: 978-3-440-11561-9
- Ewald Gerhard: „Der große BLV Pilzführer“ (cu 1200 de specii descrise și 1000 fotografii), Editura BLV Buchverlag GmbH & Co. KG, ediția a 9-a, München 2018, ISBN 978-3-8354-1839-4
- Andreas Gminder: „Handbuch für Pilzsammler: 340 Arten Mitteleuropas sicher bestimmen”, ed. a 2-a, Editura Kosmos, Halberstadt 2014, ISBN 978-3440-14364-3
- Michael Jordan: „The encyclopedia of fungi of Britain and Europe - Identifies 1,000 species with color photographs”, Editura David & Charles, Newton Abbot 1995, ISBN 0-7153-0129-2
- German Josef Krieglsteiner (ed.), Andreas Gminder: „Verbreitungsatlas der Großpilze Deutschlands (West)“, Editura Ulmer, Stuttgart 1991, ISBN 3-8001-3536-1
- J. E. și M. Lange: „BLV Bestimmungsbuch - Pilze”, Editura BLV Verlagsgesellschaft, München, Berna Viena 1977, ISBN 3-405-11568-2
- Jean-Louis Lamaison & Jean-Marie Polese: „Der große Pilzatlas“, Editura Tandem Verlag GmbH, Potsdam 2012, ISBN 978-3-8427-0483-1
- Hans E. Laux: „Der große Pilzführer, Editura Kosmos, Halberstadt 2001, ISBN 978-3-440-14530-2
- Gustav Lindau, Eberhard Ulbrich: „Die höheren Pilze, Basidiomycetes, mit Ausschluss der Brand- und Rostpilze”, Editura  J. Springer, Berlin 1928
- Csaba Locsmándi, Gizella Vasas: „Ghidul culegătorului de ciuperci”, Editura Casa, Cluj-Napoca 2013, ISBN 9786068527147, 192 p.
- Roger Phillips: „Mushrooms: A comprehensive guide to mushroom identification”, Editura Macmillan, Londra sia Oxford 2013, ISBN: 978-0-330-44237-4
- Meinhard Michael Moser: „Kleine Kryptogamenflora der Pilze - Partea a.: „Höhere Phycomyceten und Ascomyceten”, Editura G. Fischer, Jena 1950